# مهرجان بون

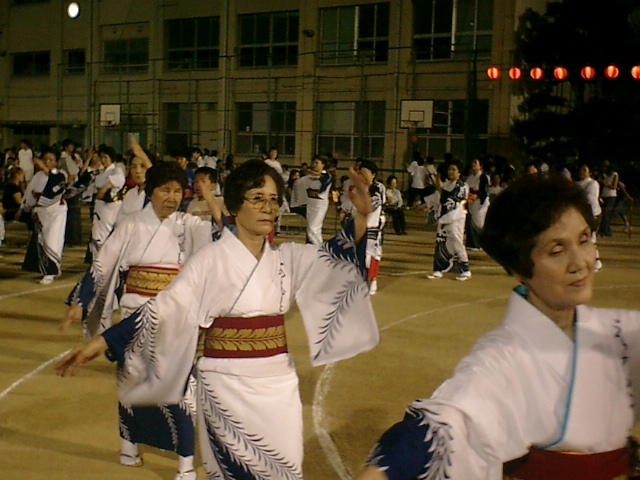
رقصة الأوبون أثناء المهرجان.

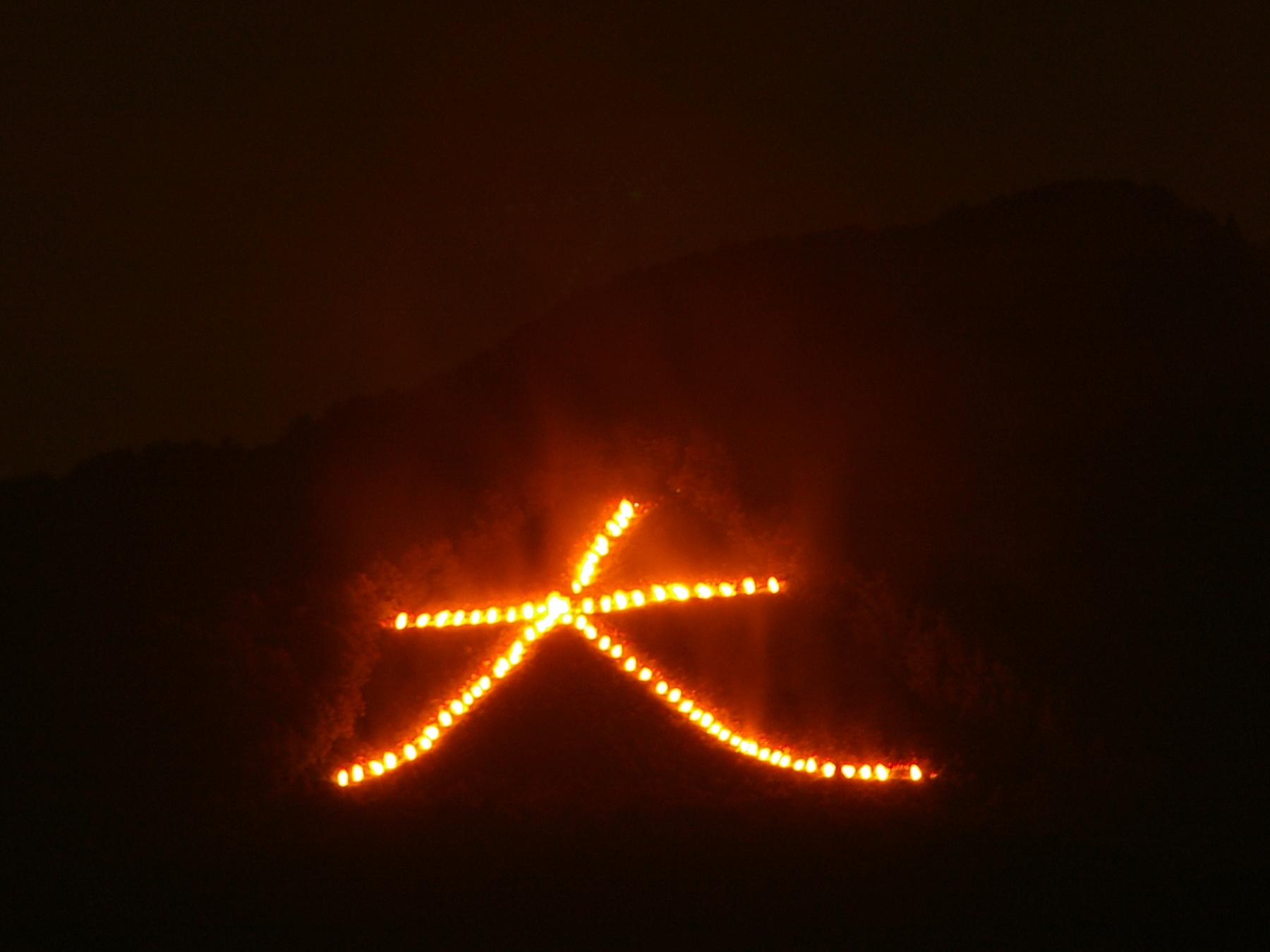
إشعال نار على جبل في كيوتو في مهرجان الأوبون.

مهرجان أوبون (باليابانية: お盆) أو فقط بون (باليابانية: 盆) هو تقليد ياباني بوذي لتمجيد أرواح أموات الأسلاف. تساهم هذه المناسبة في إعادة تجميع الأسرة حيث يعود جميع أفراد الأسرة إلى مكان ولادتهم ويزوروا المقابر لتنظيف القبور وتزيينها حيث في تلك الفترة يعتقد أن أرواح الأموات تعود لزيارة مزاراتها في بيوتها. كما يطلق على هذا المهرجان أيضاً اسم «مهرجان القناديل» وقد بدأ الاحتفال به في اليابان منذ 500 عام أي في حوالي عام 1500م وغالباً ما ترقص فيه رقصة خاصة اسمها رقصة الأوبون (盆踊り) وتلفظ بون أودوري.
يستمر مهرجان الأوبون لمدة ثلاثة أيام، لكن تختلف فترة هذا المهرجان في مناطق اليابان المختلفة، وذلك لأسباب تاريخية تعود إلى تغيير استخدام التقويم القمري بالتقويم الميلادي في فترة ميجي. حيث يحتفل به في شهر يوليو في مناطق طوكيو،يوكوهاما، ومنطقة توهوكو. أما المهرجان الشائع فهو الذي يكون في شهر أغسطس ويحتفل به على التقويم القمري القديم.